# Henry Hallett Dale

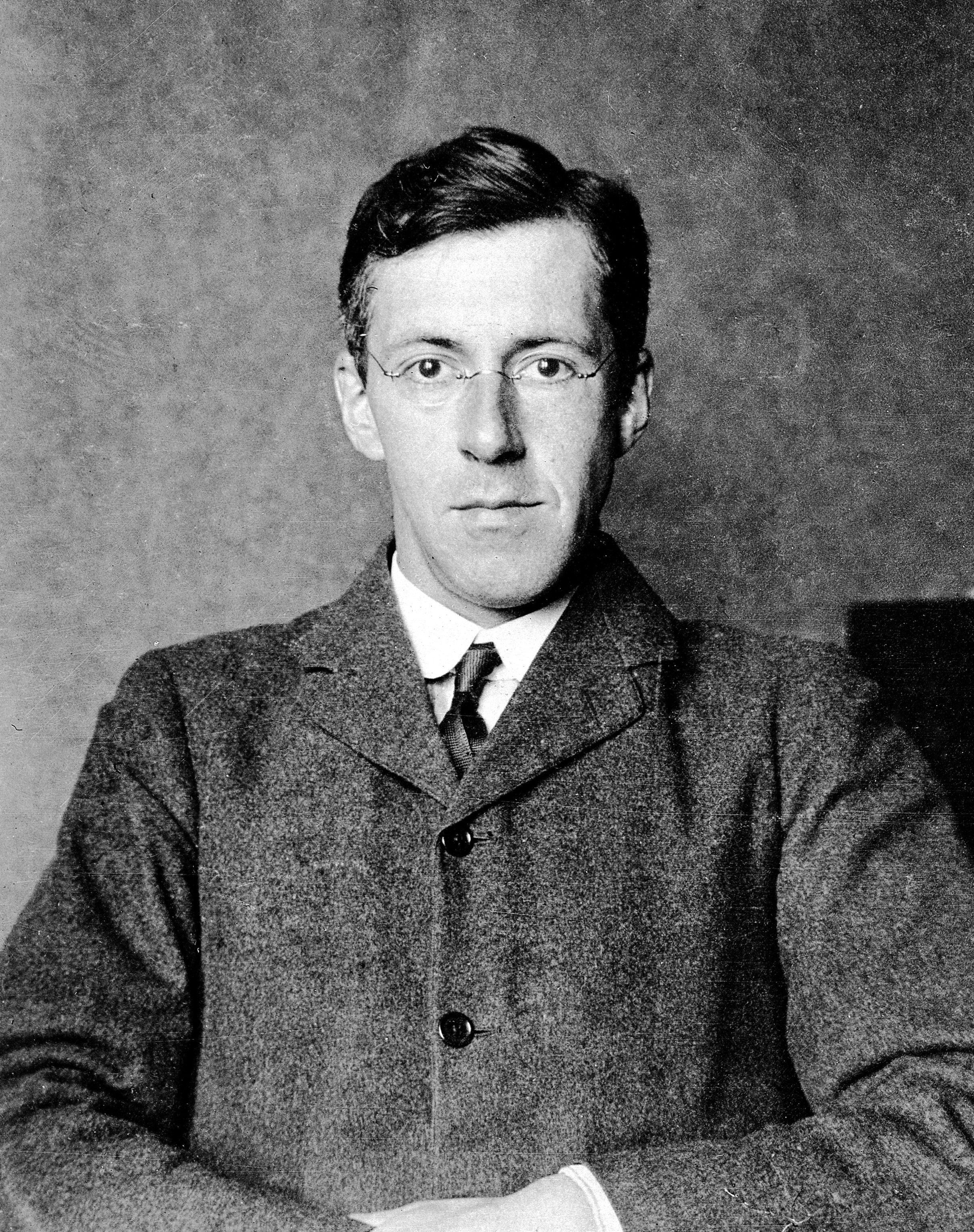
Henry Hallett Dale, 1904

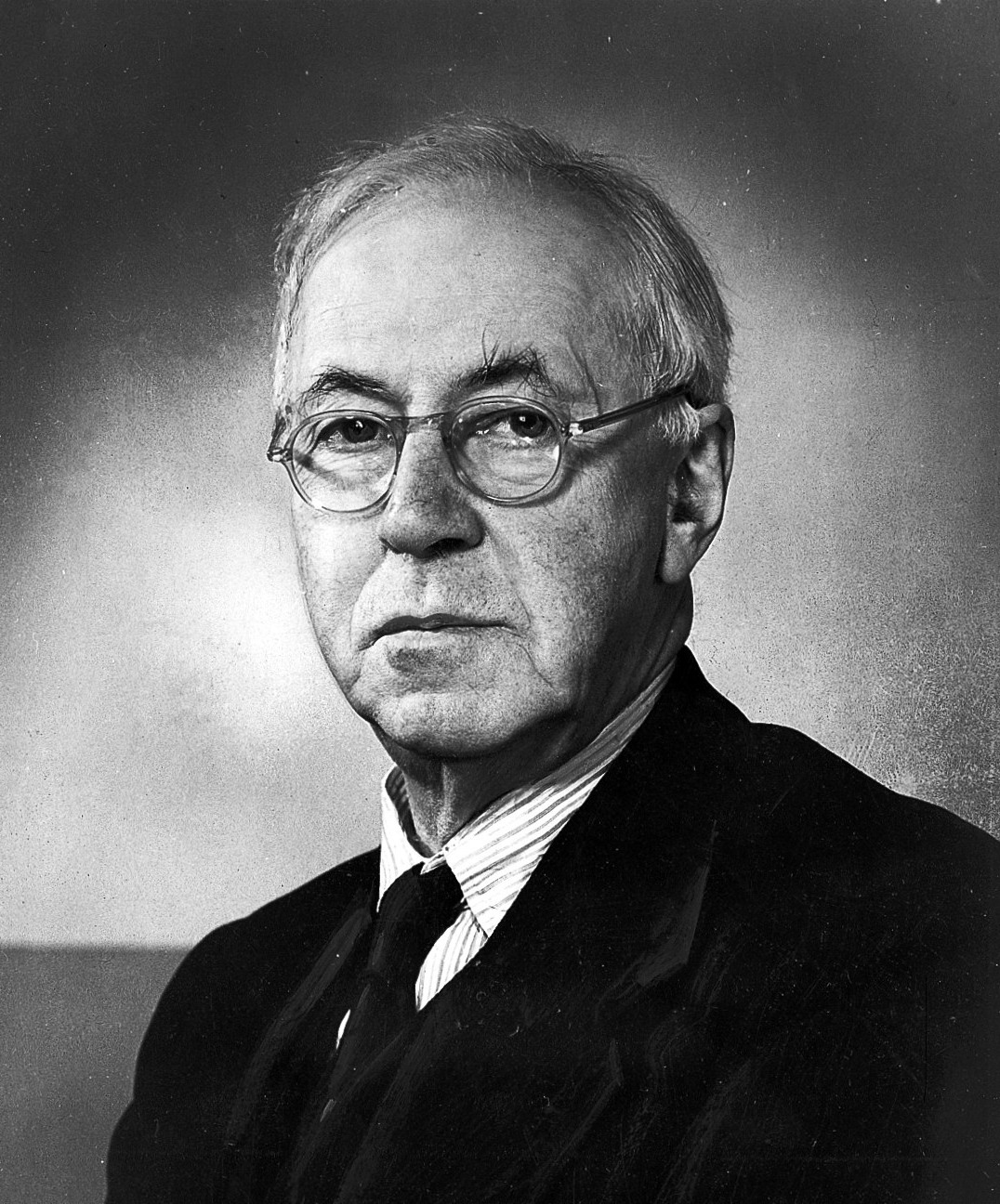
Henry Hallett Dale

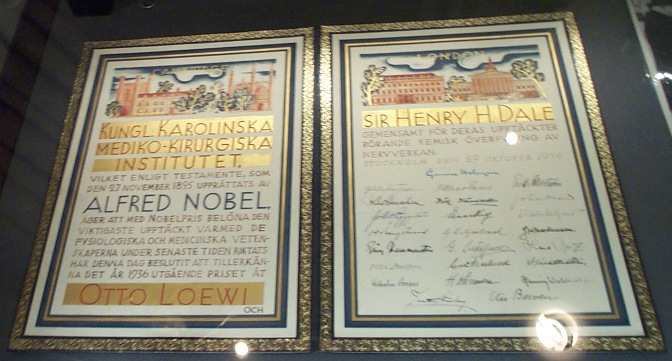
Nobel-Preis-Urkunde für Loewi und Dale vom 27. Oktober 1936 mit 24 Unterschriften

Sir Henry Hallett Dale, OM, GBE (* 9. Juni 1875 in London; † 23. Juli 1968 in Cambridge) war ein britischer Physiologe und Biochemiker.  Er und Otto Loewi erhielten zusammen „Für ihre Entdeckungen bei der chemischen Übertragung der Nervenimpulse“ 1936 den Nobelpreis für Physiologie oder Medizin.

## Leben
Dale studierte ab 1894 Medizin (Physiologie und Zoologie) an der Universität Cambridge, war 1903 für vier Monate bei Paul Ehrlich in Frankfurt und arbeitete dann als Pharmakologe am University College London, wo er 1905 mit Otto Loewi zusammentraf. Ab 1904 war er Leiter des Physiologischen Forschungslabors von Wellcome in London. 1909 erhielt der Mediziner seinen Abschluss als M. D. in Cambridge. Seine medizinische Ausbildung hatte er auch am St Bartholomew’s Hospital in London. Im Jahr 1914 übernahm er eine leitende Funktion (Direktor der Abteilung Biochemie und Pharmakologie) im National Institute for Medical Research in London. Er arbeitete unter anderem über die pharmakologischen Wirkungen von Mutterkorn und Alkaloiden wie Tyramin und Histamin. 1906 entdeckte er in der Hypophyse das Hormon Oxytocin. Er stellte fest, dass es beim Geburtsvorgang und beim Stillen eine wichtige Funktion hat.

## Forschungen
Im Jahr 1910 beschrieb mit George Barger sympathikomimetische (den Sympathikus bewegende), blutdrucksteigernde „Pressoramine“ (Adrenalin bzw. Noradrenalin). Dale isolierte mit Kollegen in langjähriger Arbeit Acetylcholin aus Pilzen und entdeckte die mögliche Rolle als Neurotransmitter (um 1914), was von Loewi dann nachgewiesen wurde. Loewi fand 1921, dass bei Stimulation von Nerven am Froschherzen eine von ihm Vagusstoff genannte chemische Substanz freigesetzt wurde, die Dale dann als Acetylcholin identifizierte. Diese Substanz konnte auch direkt das Herz stimulieren, womit die chemische Übertragung von Nervensignalen nachgewiesen war.
Das Prinzip von Dale bezeichnet die Hypothese, dass jede Nervenzelle nur einen Neurotransmitter benutzt, was sich aber sehr viel später als falsch herausstellte (stattdessen wurde das Koexistenzprinzip von Tomas Hökfelt propagiert). Die Benennung des Prinzips stammt von John C. Eccles (1954), der sich auf einen Vortrag von Dale 1934 bezog, Dale selbst hat dieses Prinzip aber nie explizit in seinen Schriften formuliert. In den 1940er Jahren stritt er mit Eccles darüber, ob Nervensignale chemisch (Dale) oder elektrisch (Eccles) an den Synapsen übertragen werden. Später erkannte man, dass die Übertragung meist chemisch erfolgt, manchmal auch elektrisch.
Seine Arbeiten erweiterten die Kenntnisse über das Renin-Angiotensin-Aldosteron-System.

## Auszeichnungen
Im November 1936 erhielten Loewi und Dale gemeinsam den Medizinnobelpreis (Siehe Einleitung).
1914 wurde er als Mitglied („Fellow“) in die Royal Society gewählt, die ihm 1924 die Royal Medal und 1937 die Copley-Medaille verlieh. Im Jahr 1932 wurde er zum Knight Bachelor geschlagen. Die britische Krone verlieh ihm 1944 den Order of Merit. Die American Diabetes Association verlieh ihm 1954 die Banting-Medaille, die Deutsche Pharmakologische Gesellschaft ehrte ihn 1962 mit der Schmiedeberg-Plakette. Dale wurde 1927 in die American Academy of Arts and Sciences gewählt. Er war ab 1932 Mitglied der Deutschen Akademie der Naturforscher Leopoldina, ab 1936 der Royal Society of Edinburgh, ab 1939 der American Philosophical Society und ab 1940 der National Academy of Sciences. 1942 wurde er Ehrenmitglied der damaligen Akademie der Wissenschaften der UdSSR und 1945 assoziiertes Mitglied der Académie royale des Sciences, des Lettres et des Beaux-Arts de Belgique. 1943 wurde er als Knight Grand Cross des Order of the British Empire ausgezeichnet.
Dale war von 1928 bis 1942 Direktor des National Institute for Medical Research.
Der Mondkrater Dale ist nach ihm benannt. Sein Bruder Benjamin Dale war ein Komponist. Dale war seit 1904 verheiratet und hatte einen Sohn und zwei Töchter.